# Volodymyr Zastavnyj
Volodymyr Andrijovyč Zastavnyj (in ucraino Володимир Андрійович Заставний?; Leopoli, 2 settembre 1990) è un calciatore ucraino, difensore del Resovia Rzeszów.

## Carriera

### Club
Ha giocato nella massima serie moldava.